# 5410 Spivakov
Az 5410 Spivakov (ideiglenes jelöléssel 1967 DA) a Naprendszer kisbolygóövében található aszteroida. Tamara Mihajlovna Szmirnova fedezte fel 1967. február 16-án.